# HD86580
HD86580 — хімічно пекулярна зоря спектрального класу
F2 й має видиму зоряну величину в смузі V приблизно 10,0.